# Wielkopąkowiec porzeczkowy
Wielkopąkowiec porzeczkowy (Cecidophyopsis ribis) – gatunek roztocza z nadrodziny Eriophoidea. Szkodnik żerujący głównie na porzeczce czarnej ale spotykany także na innych gatunkach porzeczki.

## Biologia
Zimują głównie samice dautogymne w pąkach porzeczki. W pąku może być do 40 000 szpecieli. W maju z pąków przechodzą na spodnią stronę liści, gdzie żerują do sierpnia. 1% samic wraca do nowych pąków, gdzie się rozmnaża. Płodność – 50 jaj. Może mieć do kilkunastu pokoleń w ciągu roku.

## Szkodliwość
Powoduje nabrzmiewanie pąków i ich zasychanie a jeżeli już rozwijają się z nich liście i kwiaty, to znacznie później niż na zdrowych krzewach. Na zaatakowanych krzewach owoce są drobne, kwaśne. Redukcja powierzchni asymilacyjnej prowadzi do zmniejszenia odporności rośliny na mróz oraz liczby zawiązywanych owoców. W efekcie plon jest zdecydowanie niższy, a żywotność krzewów znacznie skrócona.
Przenosi choroby wirusowe na porzeczce. 